# Heumarkt (Hanau)
Der Heumarkt ist eine platzartig erweiterte Straße in der Hanauer Neustadt in Hanau.

## Geografische Lage

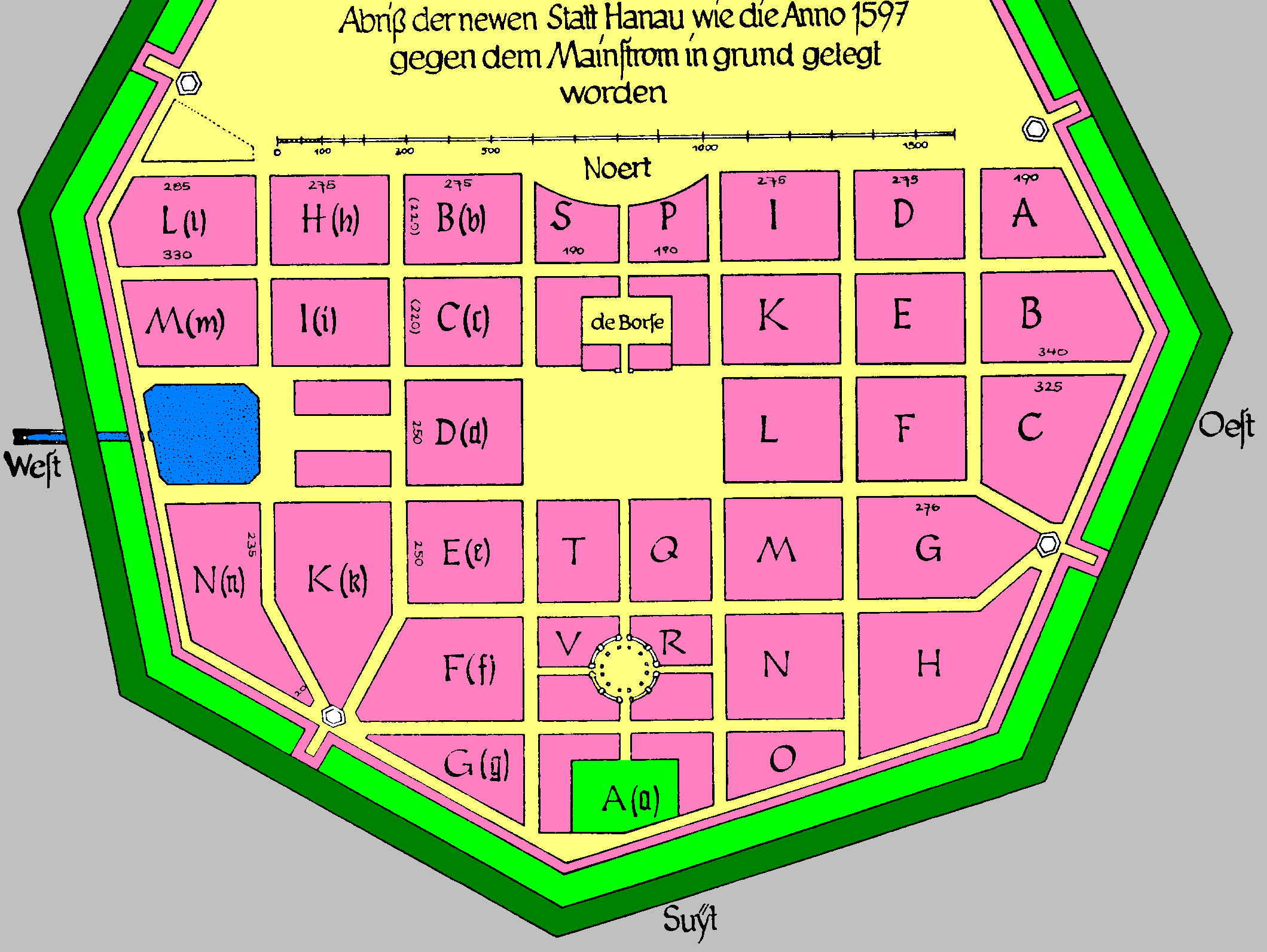
Lage des Heumarkts in der Hanauer Neustadt: rechts (östlich) des hier blau eingezeichneten Beckens des Main-Hafens

Der Heumarkt liegt im westlichen Bereich der Hanauer Neustadt und bildet eine Verbindung zwischen Römer- und Krämerstraße. Er nimmt die Kantenlänge eines Blocks der weitgehend in rechteckiger Blockstruktur konzipierten Hanauer Neustadt ein.

## Geschichte

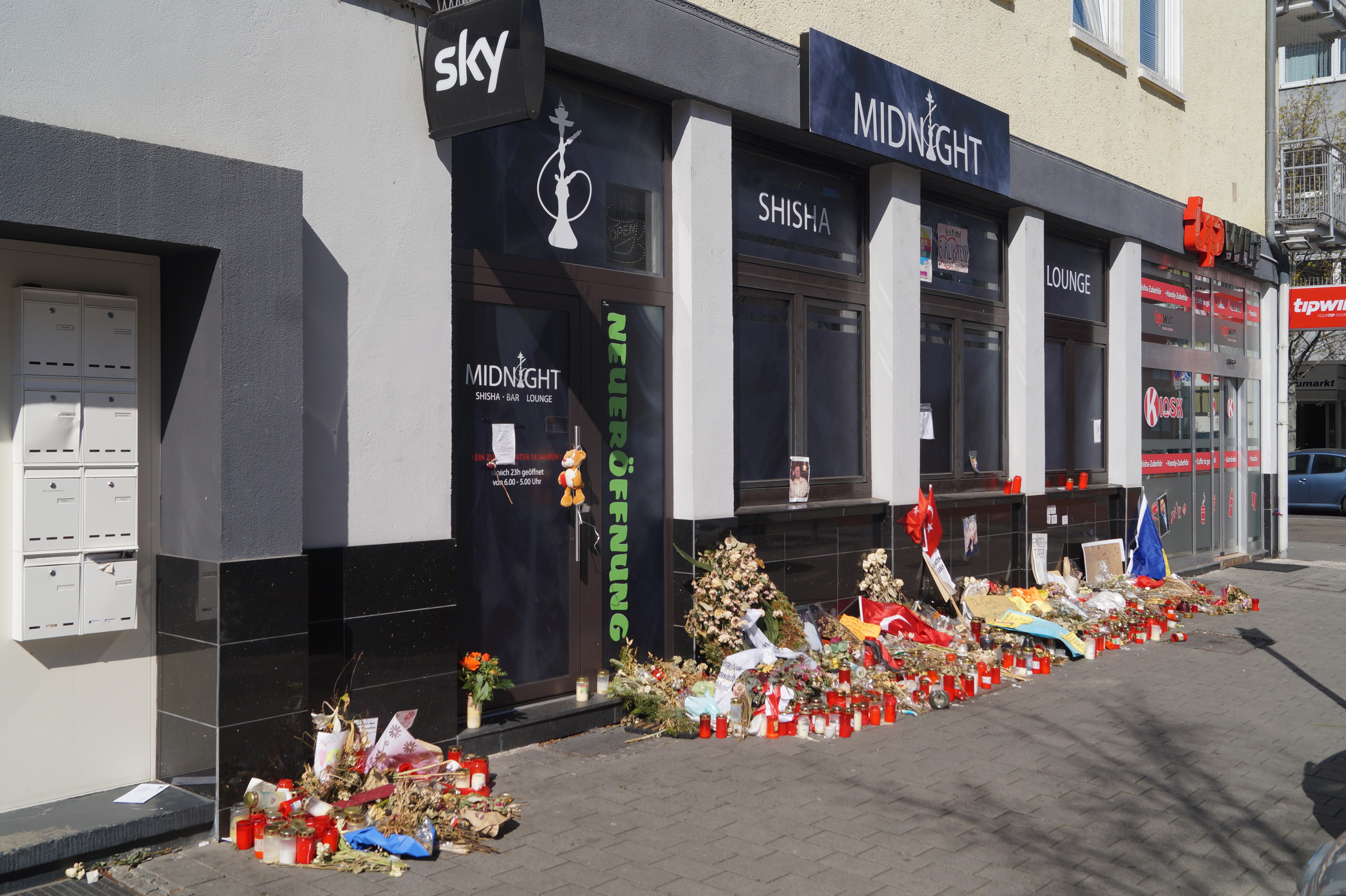
Gedenken an den Anschlag vom 19. Februar 2020

Der Heumarkt war ursprünglich die östliche Kaianlage des Main-Hafens der seit dem Ende des 16. Jahrhunderts errichteten Hanauer Neustadt. 1666 wurde der Hafen zugeschüttet und an seiner Stelle zwischen 1673 und 1686 ein weiterer Häuserblock errichtet. Dabei erhielt der Heumarkt seine Gestalt als breite Straße. 1715 ließ Graf Johann Reinhard III. von Hanau hier die „Heuwaage“, die Stadtwaage, aufstellen – wovon sich der Name des Heumarktes ableitet. Auch das Licentamt (eine Steuerbehörde) stand hier. Die platzähnliche Straße wurde als Marktplatz genutzt.
Am 24. September 1830 stürmten empörte Hanauer Bürger, die sich gegen die verfehlte Zoll- und Wirtschaftspolitik des Kurfürsten Wilhelm II. und dessen neoabsolutistische Regierung wandten, das Lizentamt (Hanauer Krawalle), womit die Julirevolution von 1830 im Kurfürstentum Hessen ausbrach.
In der Zeit zwischen den beiden Weltkriegen diente der Heumarkt als Busbahnhof für die Hanauer Innenstadt.
Bei dem Anschlag in Hanau 2020 am 19. Februar 2020, bei dem insgesamt neun Personen starben, war einer der beiden Tatorte eine Shishabar am Heumarkt.